# Calceolariaceae
Classification APG III (2009)
Famille
Les Calceolariaceae (ou Calcéolariacées) sont une famille de plantes à fleurs dicotylédones de l'ordre des Lamiales qui comprend environ 260 espèces réparties en 2 à 3 genres. Ce sont des plantes herbacées ou des arbustes, des régions tempérées chaudes ou des hautes terres tropicales, originaires d'Amérique du Sud et de Nouvelle-Zélande.
Le genre Calceolaria a fait l'objet d'une sélection horticole. La calcéolaire est une plante de serre froide que l'on trouve très facilement chez les fleuristes au printemps.

## Étymologie
Le nom vient du genre type Calceolaria , qui vient du latin Calceol, « petit soulier » (calceus chaussure, venant de calx, talon, pied), en référence à la forme de la fleur dont « la lèvre inférieure de la corolle, creuse et renflée, ressemble à un petit sabot ».
Alexandre de Théis ajoute à son étymologie la précision suivante : « Ce nom n’a pas de  rapport, comme on pourrait le croire, avec un botaniste italien nommé François Calceolari, ».
La plante a été décrite et nommée en 1725 par Louis Feuillée (1660-1732), explorateur, botaniste, géographe et astronome français, qui découvrit deux exemplaires de ce genre au Pérou et au Chili, qu'il nomma respectivement Calceolaria folii Scabiosa vulgaris et Calceolaria Salvia folio, « vulgo Chachaul », et dont il note les utilisations médicinales locales.

## Classification
En classification classique, le genre faisant partie des Scrophulariaceae.
La classification phylogénétique la sépare cette famille et la situe dans l'ordre des Lamiales.

## Liste des genres
Selon Angiosperm Phylogeny Website (8 mai 2017) :
- genre Calceolaria L. (Syn. Porodittia G. Don, Stemotria Wettstein & Harms)
- genre Jovellana Ruiz & Pavon

Selon Catalogue of Life (8 mai 2017) et NCBI (8 mai 2017) :
- genre Calceolaria
- genre Jovellana
- genre Porodittia (considéré comme syn. de Calceolaria)

Selon ITIS (8 mai 2017) :
- genre Calceolaria

## Liste des espèces
Selon NCBI (8 mai 2017) :
- genre Calceolaria
  - Calceolaria angustifolia
  - Calceolaria arachnoidea
  - Calceolaria ascendens
  - Calceolaria atahualpae
  - Calceolaria ballotifolia
  - Calceolaria barbata
  - Calceolaria bicrenata
  - Calceolaria biflora
  - Calceolaria boliviana
  - Calceolaria brachiata
  - Calceolaria brunellifolia
  - Calceolaria buchtieniana
  - Calceolaria calycina
  - Calceolaria cavanillesii
  - Calceolaria chelidonioides
  - Calceolaria comosa
  - Calceolaria connatifolia
  - Calceolaria corymbosa
  - Calceolaria crenatiflora
  - Calceolaria cypripediiflora
  - Calceolaria dentata
  - Calceolaria dentifolia
  - Calceolaria dichotoma
  - Calceolaria dilatata
  - Calceolaria elatior
  - Calceolaria engleriana
  - Calceolaria ericoides
  - Calceolaria falklandica
  - Calceolaria filicaulis
  - Calceolaria flexuosa
  - Calceolaria fusca
  - Calceolaria gaultherioides
  - Calceolaria germainii
  - Calceolaria glacialis
  - Calceolaria glauca
  - Calceolaria gossypina
  - Calceolaria helianthemoides
  - Calceolaria inflexa
  - Calceolaria integrifolia
  - Calceolaria jujuyensis
  - Calceolaria lagunae-blancae
  - Calceolaria lamiifolia
  - Calceolaria lanata
  - Calceolaria lanceolata
  - Calceolaria lavandulifolia
  - Calceolaria lehmanniana
  - Calceolaria linearis
  - Calceolaria lobata
  - Calceolaria maculata
  - Calceolaria mandoniana
  - Calceolaria martinezii
  - Calceolaria mendocina
  - Calceolaria mexicana
  - Calceolaria microbefaria
  - Calceolaria moyobambae
  - Calceolaria myriophylla
  - Calceolaria nivalis
  - Calceolaria oblonga
  - Calceolaria obtusa
  - Calceolaria parviflora
  - Calceolaria parvifolia
  - Calceolaria pavonii
  - Calceolaria pedunculata
  - Calceolaria penlandii
  - Calceolaria pennellii
  - Calceolaria perfoliata
  - Calceolaria petiolaris
  - Calceolaria phaceliifolia
  - Calceolaria phaeotricha
  - Calceolaria pinifolia
  - Calceolaria plectranthifolia
  - Calceolaria poikilanthes
  - Calceolaria polifolia
  - Calceolaria polyclada
  - Calceolaria polyrrhiza
  - Calceolaria prichardii
  - Calceolaria purpurascens
  - Calceolaria revoluta
  - Calceolaria rivularis
  - Calceolaria rosmarinifolia
  - Calceolaria rugulosa
  - Calceolaria rupestris
  - Calceolaria salicifolia
  - Calceolaria santolinoides
  - Calceolaria scabra
  - Calceolaria semiconnata
  - Calceolaria sericea
  - Calceolaria sparsiflora
  - Calceolaria spruceana
  - Calceolaria stricta
  - Calceolaria tenella
  - Calceolaria tetragona
  - Calceolaria teucrioides
  - Calceolaria thyrsiflora
  - Calceolaria tomentosa
  - Calceolaria tripartita
  - Calceolaria tucumana
  - Calceolaria umbellata
  - Calceolaria uniflora
  - Calceolaria utricularioides
  - Calceolaria vaccinioides
  - Calceolaria valdiviana
  - Calceolaria variifolia
  - Calceolaria virgata
  - Calceolaria volckmanni
  - Calceolaria vulpina
- genre Jovellana
  - Jovellana punctata
  - Jovellana repens
  - Jovellana sinclairii
  - Jovellana violacea
- genre Porodittia
  - Porodittia triandra

## Galerie

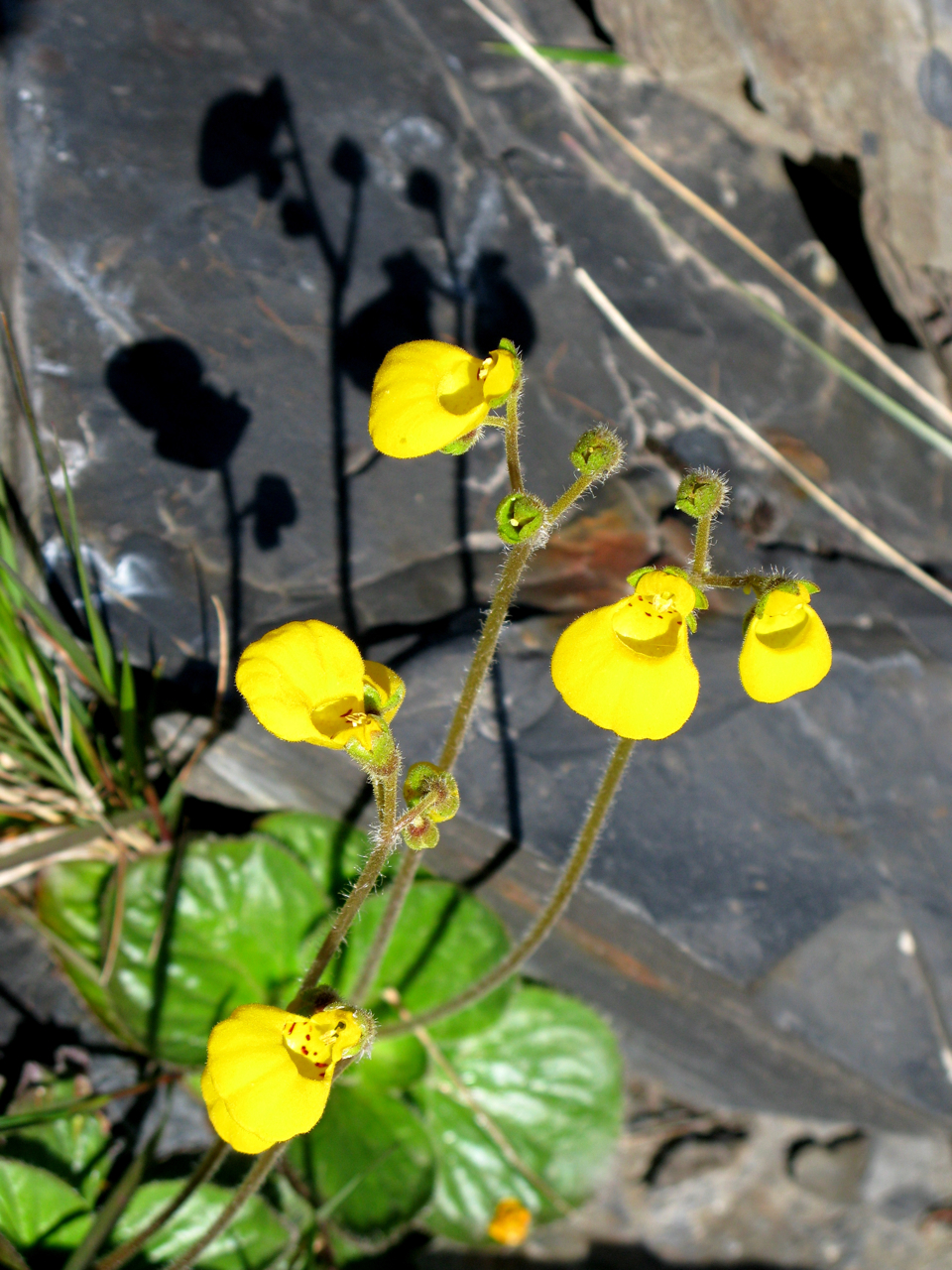
Calceolaria biflora
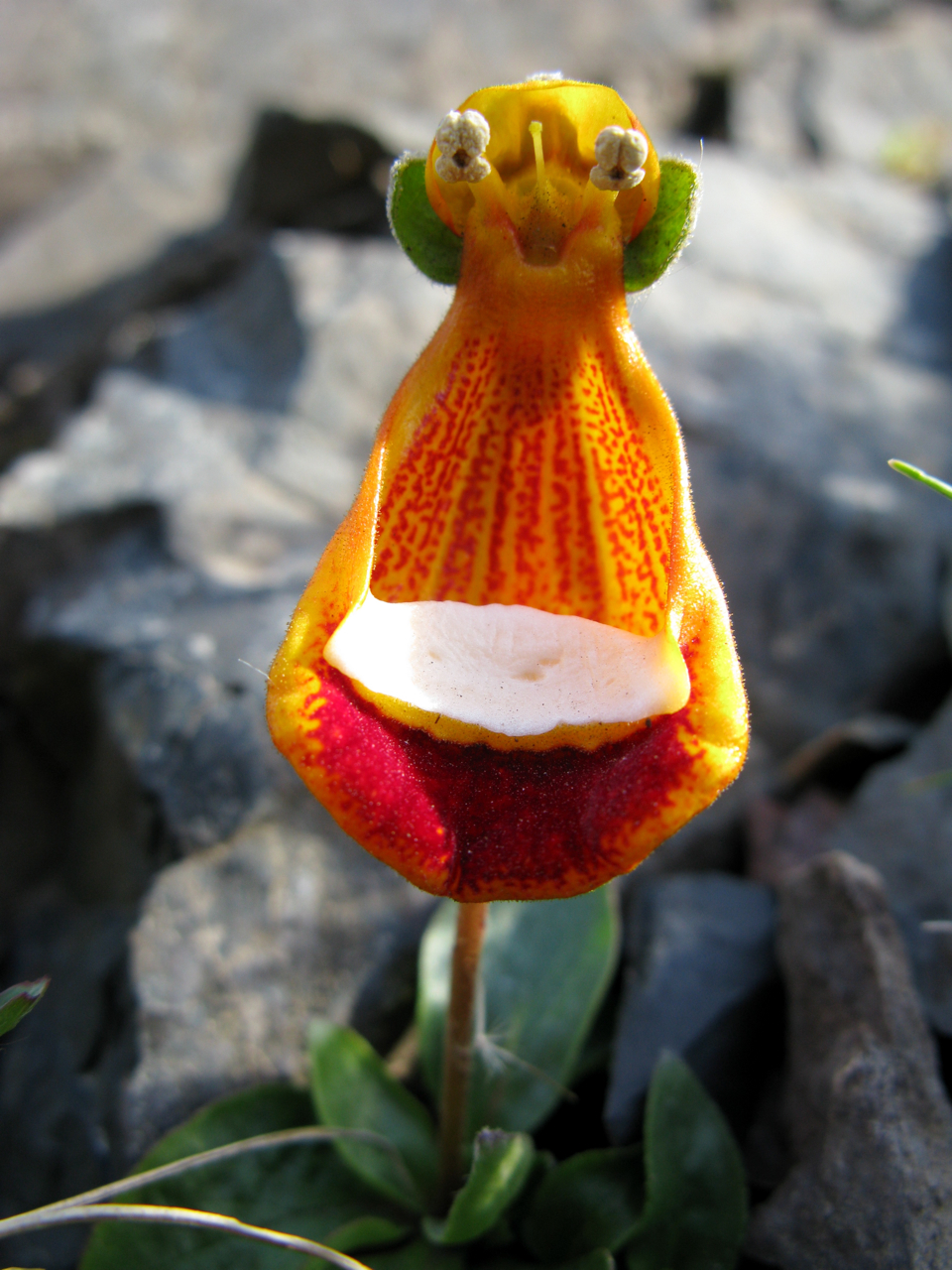
Calceolaria uniflora
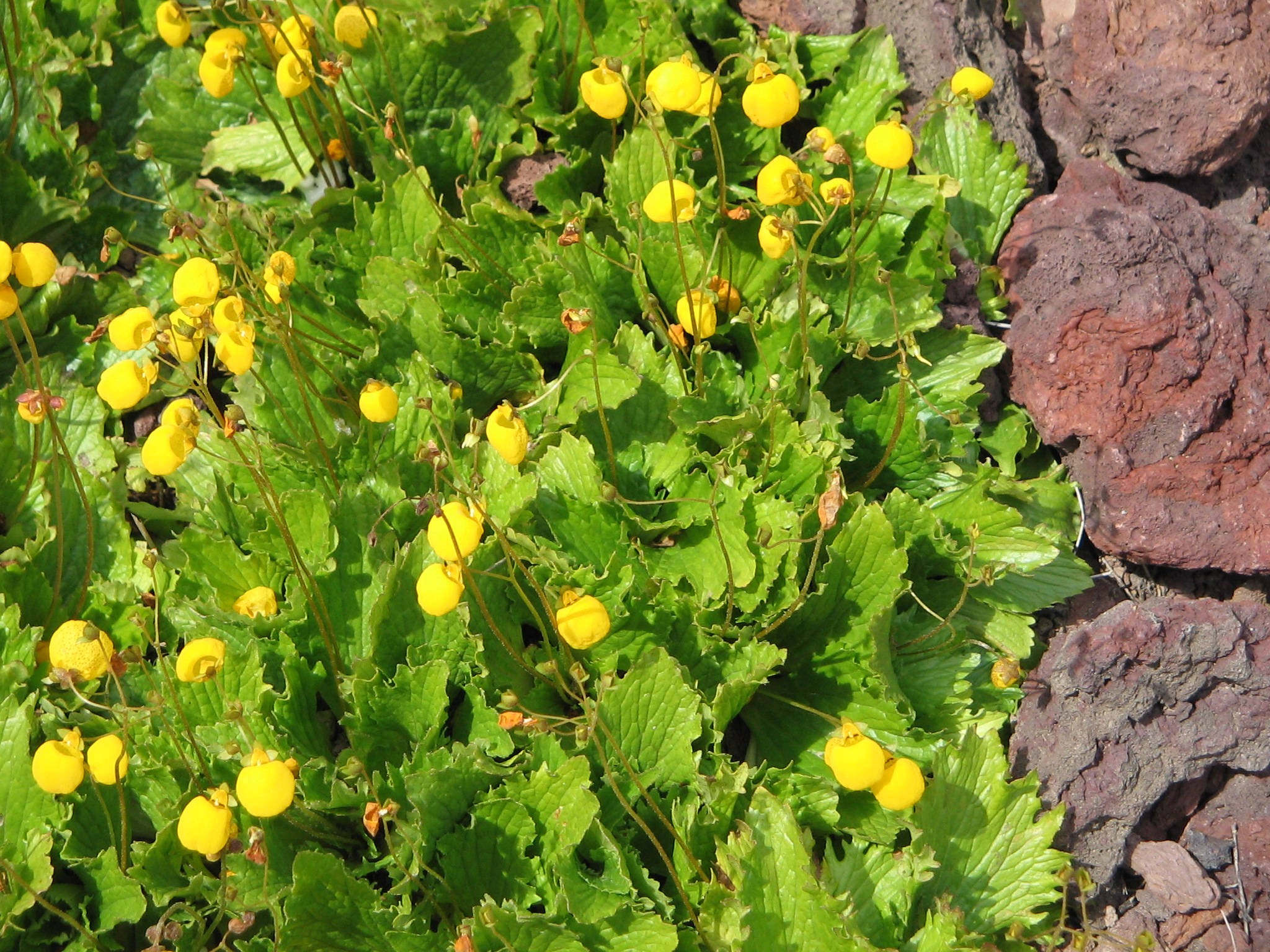
Calceolaria filicaulis